# Diego León Montoya Sánchez
Diego León Montoya Sánchez, conosciuto anche come Diego Montoya, Diego Sanchez-Montoya, Don Diego, El Señor De La Guerra, El Ciclista (Trujillo, 11 gennaio 1958), è un criminale colombiano, narcotrafficante e boss del cartello di Norte del Valle.
È stato incluso nella lista dei 10 latitanti più pericolosi d'America (FBI Ten Most Wanted Fugitives) redatta dall'FBI ed accusato di manifattura, esportazione e distribuzione internazionale di cocaina, riciclaggio di denaro sporco, estorsione, tentativi di corruzione a membri del RICO statunitense.
Nella descrizione inclusa nella sua scheda, si legge che ha numerose cicatrici da intervento chirurgico, nella parte posteriore del corpo e sulle gambe, a causa di un incidente automobilistico che ha avuto in passato. Si avvaleva della protezione del gruppo paramilitare colombiano Autodefensas Unidas de Colombia (AUC o Forze Unite per la Difesa della Colombia). Era considerato armato e molto pericoloso. La priorità della sua cattura è stata seconda solo a quella di Osama Bin Laden.
È stato arrestato dalle autorità colombiane il 10 settembre 2007 in una località settentrionale della Colombia (municipalità di Zarzal nel dipartimento di Valle del Cauca). Sulla sua testa pendeva una taglia di circa 5 milioni di dollari.